# 荒木如元
荒木 如元（あらき じょげん、明和2年（1765年） - 文政7年閏8月5日（1824年9月27日））は、江戸時代末期の長崎派画家。若杉五十八とともに長崎二大洋画家と称される。
本姓は一ノ瀬氏。名は直忠、通称善十郎のちに改め善四郎。如元は号。長崎の人。

## 略伝
一ノ瀬氏に生まれたが、荒木元融の養子となり荒木に改姓。元融を師として画を学び兄養子融思からガラス絵の技を嬉々として学んだ。分限帳によると天明元年（1781年）から同7年（1787年）の間に、融思が石崎家の家督を継ぐことになったため、急遽荒木家3代当主として唐絵目利職を引き継ぐ。ひたすら本格的な洋画制作に傾注したという。しかし、寛政3年（1791年）までに、理由は不詳ながら短い期間で荒木家の家督を後継に譲って一ノ瀬姓に復す。
自らは町絵師となって洋画制作に励み、長崎版画の下絵やガラスの絵付などで生計をたてた。蹄斎北馬が描いた狂歌摺物「紅毛男女額絵」（1枚、神戸市立博物館蔵）の画中ガラス絵下辺には「ARAKI ZEZURO」とあり、如元によるガラス絵が江戸にまで知られていたことがわかる。
今紺屋町にて没する。享年60。墓所は海雲山晧台寺後山。法名は安山了養信士。

## 作品
- 「唐蘭船持渡鳥獣図」 慶應義塾図書館 紙本著色 5帖225図 天明7年（1787年）頃
- 「吉雄耕牛像」 名古屋市博物館 絹本著色 寛政12年（1800年）頃
- 「異国海港の図」 京都大学史学教室寄託（現在所在不明） 文化2年（1805年）頃以降
- 「瀕海都城図」 神戸市立博物館 布地油彩 1805年
- 「オランダ海港図」大和文華館 布地油彩
- 「蘭人鷹狩図」長崎歴史文化博物館 布地油彩
- 「和蘭人男女逍遥図」 浜松市美術館 ガラス絵 1面

### 挿絵
- 清中叔親『めざまし草』 文化12年（1815年）
- 大槻玄沢『蘭畹摘芽』 文化14年（1817年）

## 文献資料
- 『崎陽画家略伝』
- 渡辺秀実『長崎画人伝』
- 『瓊浦画工伝』（文化元年 春孔撰 文化10年 今井孝寛増訂）